# Rudolf Kempe
Rudolf Kempe (Drezda, 1910. június 14. – Zürich, 1976. május 12.) német karmester.

## Életrajza
Kempe Drezdában született, ahol tizennégy éves korától a Semperoper iskolájában tanult. 1929-től a dortmundi opera zenekarában játszott oboistaként, majd a lipcsei Gewandhaus zenekar első oboistája lett. A zenekari játék mellett zongoristaként is fellépett, kamarazenészként és szólistaként is. A lipcsei operaház új igazgatója felkérésére 1933-ban az opera korrepetitora lett, majd 27 évesen karmester pályája is innen indult.
A második világháború idején Kempe a hadseregbe került, de az aktív szolgálat helyett zenei tevékenységet végzett, csapatok számára játszott, majd átvette a chemnitzi operaház vezető karmesteri posztját.

## Karrierje

### Opera
Kempe 1949-től 1952-ig irányította a drezdai operát és a drezdai Staatskapellét, első felvételeit is velük készítette, köztük A rózsalovagot, A nürnbergi mesterdalnokokat és A bűvös vadászt. „A drezdai zenekarból kihozza a kiválóságot” – nyilatkozta a The Record Guide. Élete hátralévő részében fenntartotta a kapcsolatot a drezdai zenekarral, így a sztereó korszakban a legismertebb felvételeit is felvette velük.
Nemzetközi pályafutása a bécsi Állami Operaházban az 1951-es szezonban kötött szerződéssel kezdődött, a Varázsfuvolát, Simon Boccanegrát és a Capricciót vezényelte.
1952-től 1954-ig felkérést kapott a Bajor Állami Operaház főzeneigazgatói posztjára Solti György utódaként, a keletnémet hatóságok engedélyt adtak úgy, hogy Kempe nem szakította meg a kapcsolatot Drezdával. 1953-ban Kempe fellépett müncheni zenekarával a londoni Royal Opera House-ban is, ahol a főzeneigazgató, Sir David Webster úgy gondolta, hogy Kempe ideális zenei igazgatója lehetne a Covent Gardennek. Kempe visszautasította a felkérést, és később sem fogadott el semmilyen posztot egyik operaházban sem, miután 1954-ben elhagyta Münchent. Mindazonáltal gyakran vezényelt a Covent Gardenben, rendkívül népszerű volt, többek között a Salome, az Elektra, a Rózsalovag,  A Nibelung gyűrűje,  Az álarcosbál és a Pillangókisasszony karmestereként, amelyek során a kritikus Andrew Porter Kempe vezénylését Arturo Toscaniniéhoz és Victor de Sabataéhoz hasonlította. Vendégkarmesterként Kempe gyakran visszatért Münchenbe, ahol többnyire az olasz repertoárt vezényelte.
Kempe a Bayreuthi Ünnepi Játékokon 1960-ban debütált. A Ring ciklust vezényelte, abban az évben az előadások egyik nevezetessége volt az a kettős szereposztás, melyben Wotan szerepét Hermann Uhde és Jerome Hines, Brünnhildét Astrid Varnay és Birgit Nilsson énekelte.

### Zenekar
Kempe 1955-től Londonba, a Royal Filharmonikusokhoz (RPO) szerződött. 1960-ban a zenekar alapítója, Sir Thomas Beecham által választották meg a zenekar társkarmesterévé. Beecham halála után, 1961-ben és 1962-ben az RPO vezető karmestere és 1963–1975 között művészeti vezetője. Az RPO egyik tagja később elmondta Kempének: „Csodálatos irányítója volt a zenekarnak, és egy nagyon nagy kísérő... Kempe olyan volt, mintha valaki versenyautót vezetne, és a zongorát a kanyarban követné.” Kempe eltörölte a Beecham által preferált, csak férfiakból álló zenekari összetételt, bevezette a nőket is az RPO-ba: egy zenekar nélkülük – mondta – „mindig emlékeztet a hadseregre”. 1970-ben az RPO örökös karmesteri címet adta Kempének, majd 1975-ben visszavonult a zenekartól.
1965-től 1972-ig Kempe együtt dolgozott a Tonhallé Orchester Zürichhel, emellett 1967-től haláláig a Müncheni Filharmonikusokat vezette, akikkel nemzetközi turnékon vett részt, valamint a Beethoven-szimfóniák első quadraphon felvételét rögzítette.
Életének utolsó hónapjaiban Kempe volt a BBC Szimfonikus Zenekar vezető karmestere. A Henry Wood Promenad-koncertek 1976. július 16-i megnyitó koncertje, amelyen Kempe Beethoven Missa solemnisát vezényelte volna a BBC együttesei élén, emlékkoncertté vált, a két hónappal korábban, Zürichben, 65 éves korában történt halálát követően.